# Christian Hofmeister
Christian Hofmeister (* 28. Oktober 1960) ist ein ehemaliger deutscher Fußballspieler.

## Karriere
Hofmeister spielte als Jugendlicher ab 1969 bei Borussia Harburg. 1975 wechselte er zu Grün-Weiß Harburg. Ab 1979 war er Spieler des VfL Stade und ging 1981 zum ASV Bergedorf 85. Im August 1982 trat er mit Bergedorf im DFB-Pokal in einem vor 12.000 Zuschauern ausgetragenen Heimspiel gegen den FC Bayern München an. Hofmeister war mit der Aufgabe betraut worden, Nationalstürmer Karl-Heinz Rummenigge zu decken. „Gegen Rummenigge bot er ein großartiges Spiel“, schrieb das Hamburger Abendblatt über Hofmeister. Bis zur 90. Minute führte Bergedorf mit 1:0, ehe München ausglich und 5:1 nach Verlängerung gewann.
1983 wechselte Hofmeister zum SV Lurup. Mit Lurup spielte der als Versicherungskaufmann tätige Verteidiger in der Saison 1983/84 in der Oberliga Nord. Er war des Weiteren Mitglied der Amateurauswahl des Hamburger Fußball-Verbands. Das Hamburger Abendblatt beschrieb ihn 1984 mit den Worten „kopfballstarker, resoluter und offensiver Vorstopper“.
1984 wechselte Hofmeister zum Hamburger SV in die Bundesliga, nachdem zuvor unter anderem auch der FC Bayern München Interesse an dem Abwehrspieler gezeigt hatte. Seine Zeit beim HSV begann mit einer Verletzung: Im Juli 1984 zog er sich in einem Vorbereitungsspiel eine Fußverletzung zu, die sich als Außenbandriss, Kapselriss und Nervschädigung herausstellte und eine Operation nötig machte. Sein erstes Bundesliga-Spiel bestritt Hofmeister im Oktober 1984 gegen Werder Bremen, als ihn Trainer Ernst Happel in die Anfangself gestellt hatte. Wenige Tage später spielte er ebenfalls im UEFA-Pokal gegen ZSKA Sofia von Beginn an. Er konnte sich beim HSV nicht durchsetzen, bei mehreren seiner Bundesliga-Einsätze unterliefen ihm folgenschwere Fehler, er bestritt in zwei Spielzeiten 13 Spiele.
Im Sommer 1986 wechselte er zum Zweitligaaufsteiger FC St. Pauli, kam aber in keinem Ligaspiel mehr zum Einsatz, Ende November 1986 musste er sich einer Knieoperation unterziehen.